# 四ツ木橋
四ツ木橋（よつぎばし）は、東京都墨田区八広と葛飾区四つ木の間の荒川（荒川放水路）に架かる国道6号の橋（道路橋）である。
平行して流れる綾瀬川に架かる四ツ木小橋（よつぎこばし）を含めて呼ばれることもある。

## 概要
荒川の河口から8.8 kmの地点に架かる永久橋で、左岸は葛飾区四つ木三丁目地先で右岸は墨田区八広六丁目地先（四ツ木橋南交差点-本田広小路間）に至る。橋の全長は1952年（昭和27年）竣工の四ツ木橋は全長507.4（507.35）メートル、幅員17.0メートル、最大支間長80.8メートルの鋼カンチレバーランガー桁を主径間に持つ単純鋼鈑桁橋で、歩道は幅員3メートルで橋の両側に設置されている。橋の左岸側は21.0メートルの中堤（背割堤）を挟み、綾瀬川に架かる橋長54.6メートルの四ツ木小橋に接続する。河川区域外にある橋の前後にある取付道路は高架ではなく盛土である。また、首都高速中央環状線の四つ木出入口が橋の近傍にあるが、橋とは直接接続していない。 橋の管理者は関東地方整備局 東京国道工事事務所で、災害時に防災拠点等に緊急輸送を行なうための、東京都の特定緊急輸送道路に指定されている。

### 諸元
- 桁構造形式 - カンチレバー＋鋼単純ランガー＋鋼I桁橋
- 橋長 - 507.35 m（452.75 m[4][3]＝四ツ木小橋除く）
- 幅員 - 17.0 m（車道11 m、歩道3 m×2）[6]
- 最大支間長 - 80.8 m
- 完成 - 1952年（昭和27年）

## 歴史

### 1922年の橋
荒川放水路（現：荒川）開削前は、綾瀬川と曳舟川通りが交差する所に木ノ下橋が架かっていた（現在は新四ツ木橋が架かっている）。
1922年（大正11年）6月30日、荒川放水路開削に伴い橋長451メートル、幅員5.5メートルのRC（鉄筋コンクリート）橋脚を持つ木製の方杖桁橋の四ツ木橋（旧橋）が架橋された。また、綾瀬川には1921年（大正10年）11月30日開通した橋長53メートル、幅員5.5メートルのRC（鉄筋コンクリート）橋脚を持つ木桁橋の四ツ木小橋が架けられていた。位置は現在の国道6号ではなく、約500 m下流の京成押上線荒川橋梁のすぐ下流側、東京都道465号深川吾嬬町線の延長上にあった。木橋ながら戦車を通すこともできた。

#### 木根川橋

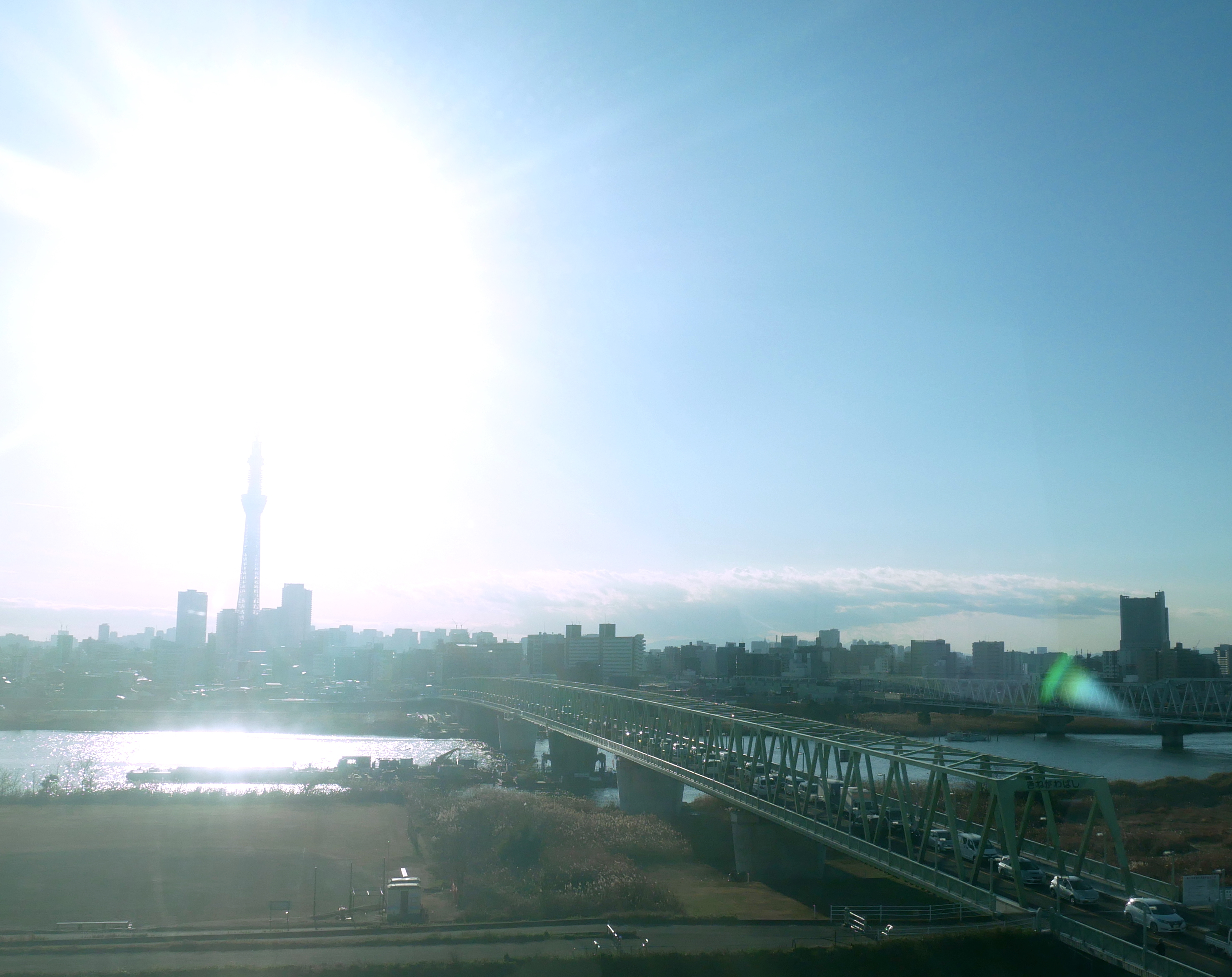
木根川橋

1969年（昭和44年）12月、木製の旧四ツ木橋が解体され、代わりに旧四ツ木橋の約100 m下流に木根川橋（きねがわばし）が橋長539.6メートル、幅員10.5メートル（車道6.5メートル、歩道2メートル×2）の7径間下路式平行弦ワーレントラス橋で架橋された。右岸側にある旧四ツ木橋の取り付け道路は残され、木根川橋へクランク状に接続されている。なお、木根川橋の工事名は四ツ木橋であった。また竣工は1969年（昭和44年）2月であった。

### 1952年の橋
前述の木製の橋とは別に現在の国道6号上に近代的な橋をかける計画は早くからあった。
1935年（昭和10年）頃、千住大橋、六郷橋（旧橋）などの橋梁設計に携わった増田淳によって新橋に関する計算書が作成されている。実際の工事は、東京府より1939年（昭和14年）2月から行われ、戦況悪化により総工程の70パーセントを残して1943年（昭和18年）10月頃に中断された。
戦後、1950年に工事が再開、、1952年（昭和27年）7月に完工、7月30日に永久橋が開通した。これが現在の四ツ木橋である。車道の舗装はトペカ舗装（細粒度アスファルト混合物舗装）、歩道はモルタル舗装である。開通式は三世代家族による渡り初めや地元住民による余興が行なわれた。実現はしなかったが、東向島広小路止まりだった都電もこの橋を渡って路線延長される計画が存在した。
開通時は旧橋も存在していたため、新四ツ木橋と呼んでいた。
その後、新四ツ木橋周辺の慢性的な交通渋滞対策として1973年（昭和48年）4月5日、新たな橋が約200メートル離れた曳舟川通り沿いに架橋された。この時、既に木製の四ツ木橋は撤去された後であったこともあり、橋は「新四ツ木橋」と呼ばれ、一方1952年（昭和27年）製の新四ツ木橋の名称が「四ツ木橋」になった。なお新四ツ木橋は建設中は「新々四ツ木橋」もしくは「第二四ツ木橋」と呼ばれていた。

## その他

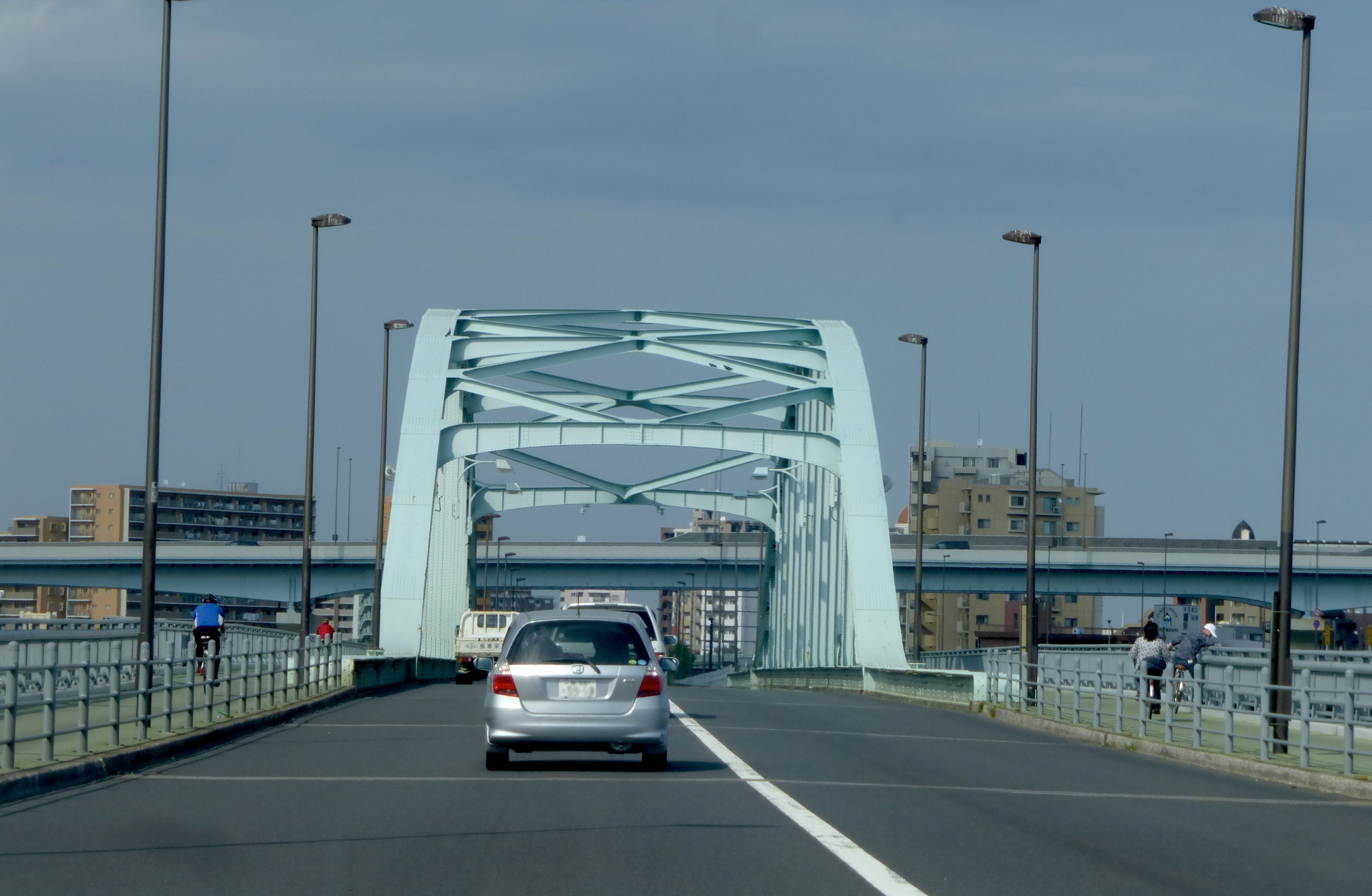
四ツ木橋の道路の様子

- 1923年（大正12年）9月、関東大震災の混乱に乗じ、旧四ツ木橋の墨田区側の袂で、朝鮮人の虐殺が行われたといわれるが、その規模は不詳である[18][19]。小学校のある教員が荒川放水路の歴史を児童に教えるために調べる中で老人の証言からその地域での朝鮮人虐殺を知り、供養を行うことを目的として活動を開始、共鳴者も増えて遺骨発掘と慰霊のための会が組まれ、行政と交渉の末に1982年に3か所ほどの試掘も行ったが遺骨は出てこなかった。その後、当時の新聞資料で、震災後の11月に警察が遺族らの遺骨収集・保全を阻むために2度にわたって一帯を掘り返し、遺骨を持ち去っていたことが判明した[20][21]。2009年（平成21年）9月、会により墨田区側の旧四ツ木橋の袂にその追悼碑が「関東大震災時　韓国・朝鮮人殉難者追悼之碑」（韓国人と北朝鮮人の意味）の銘で設立された。河川敷で追悼式が毎年9月に行われたが、同地域では多数の中国人も犠牲となったことがその後広く知られるようになり、2013年には中国人犠牲者遺族が来日し、中国人犠牲者のための追悼集会も行われた。[22]
- 都内における国道6号で、唯一の片側1車線区間である。（ただし車線の幅が広いため、1車線に合流せず並走している車が航空写真などから見られる。）
- 橋の両詰に「平和之礎」と書かれた国旗掲揚塔がある。

## 隣の橋
- 荒川

（上流） - 堀切橋 - 新荒川橋 - 四ツ木橋 - 新四ツ木橋 - 京成押上線荒川橋梁 - （下流）
- 綾瀬川

（上流） - 堀切菖蒲水門管理橋 - 堀切避難橋 - 四ツ木小橋 - 新四ツ木小橋 - 京成押上線綾瀬川橋 - （下流）